# Blechnum australe
Blechnum australe är en kambräkenväxtart. Blechnum australe ingår i släktet Blechnum och familjen Blechnaceae.

## Underarter
Arten delas in i följande underarter:
- B. a. auriculatum
- B. a. australe